# Grupo de Forcados Amadores de Beja
O Grupo de Forcados Amadores de Beja é um grupo de forcados fundado em 2008 na cidade de Beja. Teve como Cabo Fundador Manuel Almodôvar. A 1.ª corrida foi pegada na Praça de Toiros de Beja em 1 de maio de 2008.

## Cabos
Cabos do Grupo de Forcados Amadores de Beja:
- Manuel Almodôvar (2008–2013)
- José Maria Charraz (2013–2018)
- Miguel Sampaio (2018–presente)

## Grupos anteriores
Os forcados oriundos de Beja organizaram-se primeiramente em Grupos com várias designações: Grupo de Forcados Amadores do Alentejo, Grupo de Forcados Amadores do Alto Alentejo e Grupo de Forcados Académicos de Beja.
Em 1975 foi fundado o primeiro Grupo de Forcados Amadores de Beja. Este grupo foi fundado por João Caixinha, seu 1.º Cabo, e pegou a 1ª corrida em 10 de agosto de 1975. Contudo, o grupo veio a extinguir-se em 1984, tendo suspendido a atividade a partir de 10 de agosto de 1984, sob o comando de Luís Moura, 2.º Cabo.